# Christian Grønvall
Christian Grønvall (født 9. april 1970) er en dansk skuespiller.
Grønvall er autodidakt og har således ingen egentlig skuespilleruddannelse.

## Filmografi
- Drengene fra Sankt Petri (1991)
- Kun en pige (1995)
- Mørkeleg (1996)
- Stjerner uden hjerner (1997)
- Nattens engel (1998)
- Den blå munk (1998)
- Mifunes sidste sang (1999)
- Det som ingen ved (2008)

### Tv-serier
- Strisser på Samsø (1997-1998)
- Rejseholdet (2000-2003)
- De udvalgte (2001)